# Rhizoplaca
Rhizoplaca is een geslacht van korstmossen dat behoort tot de orde Lecanorales van de ascomyceten.

## Soorten
Volgens Index Fungorum bevat het geslacht 16 soorten (peildatum februari 2023):
| Soortnaam                 | Auteur(s)                                             | Publicatiejaar |
| ------------------------- | ----------------------------------------------------- | -------------- |
| Rhizoplaca arbuscula      | (Rosentr.) Rosentr., St. Clair & Leavitt              | 2019           |
| Rhizoplaca callichroa     | (Zahlbr.) Y.Y. Zhang                                  | 2020           |
| Rhizoplaca glaucophana    | (Nyl.) W.A. Weber                                     | 1979           |
| Rhizoplaca haydenii       | (Tuck.) W.A. Weber                                    | 1979           |
| Rhizoplaca idahoensis     | Rosentr. & McCune                                     | 2007           |
| Rhizoplaca melanophthalma | (DC.) Leuckert & Poelt                                | 1977           |
| Rhizoplaca nigromarginata | (H. Magn.) S.D. Leav., Zhao Xin & Lumbsch             | 2015           |
| Rhizoplaca novomexicana   | (H. Magn.) S.D. Leav., Zhao Xin & Lumbsch             | 2015           |
| Rhizoplaca occulta        | S.D. Leav., Fern.-Mend., Lumbsch, Sohrabi & St. Clair | 2013           |
| Rhizoplaca opaca          | (Ach.) Zopf                                           | 1905           |
| Rhizoplaca pachyphylla    | (H. Magn.) Y.Y. Zhang                                 | 2020           |
| Rhizoplaca parilis        | S.D. Leav., Fern.-Mend., Lumbsch, Sohrabi & St. Clair | 2013           |
| Rhizoplaca polymorpha     | S.D. Leav., Fern.-Mend., Lumbsch, Sohrabi & St. Clair | 2013           |
| Rhizoplaca porteri        | S.D. Leav., Fern.-Mend., Lumbsch, Sohrabi & St. Clair | 2013           |
| Rhizoplaca shushanii      | S.D. Leav., Fern.-Mend., Lumbsch, Sohrabi & St. Clair | 2013           |
| Rhizoplaca weberi         | (B.D. Ryan) S.D. Leav., Zhao Xin & Lumbsch            | 2015           |